# Treinongeval bij Weesp
Het treinongeval bij Weesp was een spoorwegongeval waarbij twee reizigerstreinen op elkaar botsten.

## Oorzaak
De botsing kon ontstaan door een fout bij de beveiliging van de treinblokken. Vanwege een eerdere storing in het bloktoestel dacht de seinhuiswachter dat het niet vrij komen van het blok na het passeren van een trein te wijten was aan een nieuwe storing. Hij verbrak de verzegeling van het bloktoestel om zo het blok op niet reguliere wijze vrij te maken. Hierdoor kon de volgende trein tot dit blok toegelaten worden. De daarvoor gepasseerde trein was echter gestopt en bezette dus nog steeds het blok. Bij het ongeluk kwamen twee mensen om en raakten acht personen gewond.

## Omstandigheden
Het ongeluk vond plaats op een zeer mistige vrijdagochtend 19 juni 1953 bij het destijds tweesporige station Weesp.

## Betrokken treinen
Bij het ongeluk waren twee treinen betrokken:
- Expresstrein 21 Amsterdam – Enschede: Eloc 1303 + 6 Turquoise rijtuigen Plan D (eerste drie rijtuigen: C 7837 + C 7801 + B 7705)
- Stoptrein 825 Amsterdam – Naarden-Bussum: deze trein bestond uit twee vierwagenstellen Mat '46, waarvan het achterste treinstel 642 was.

## Slachtoffers

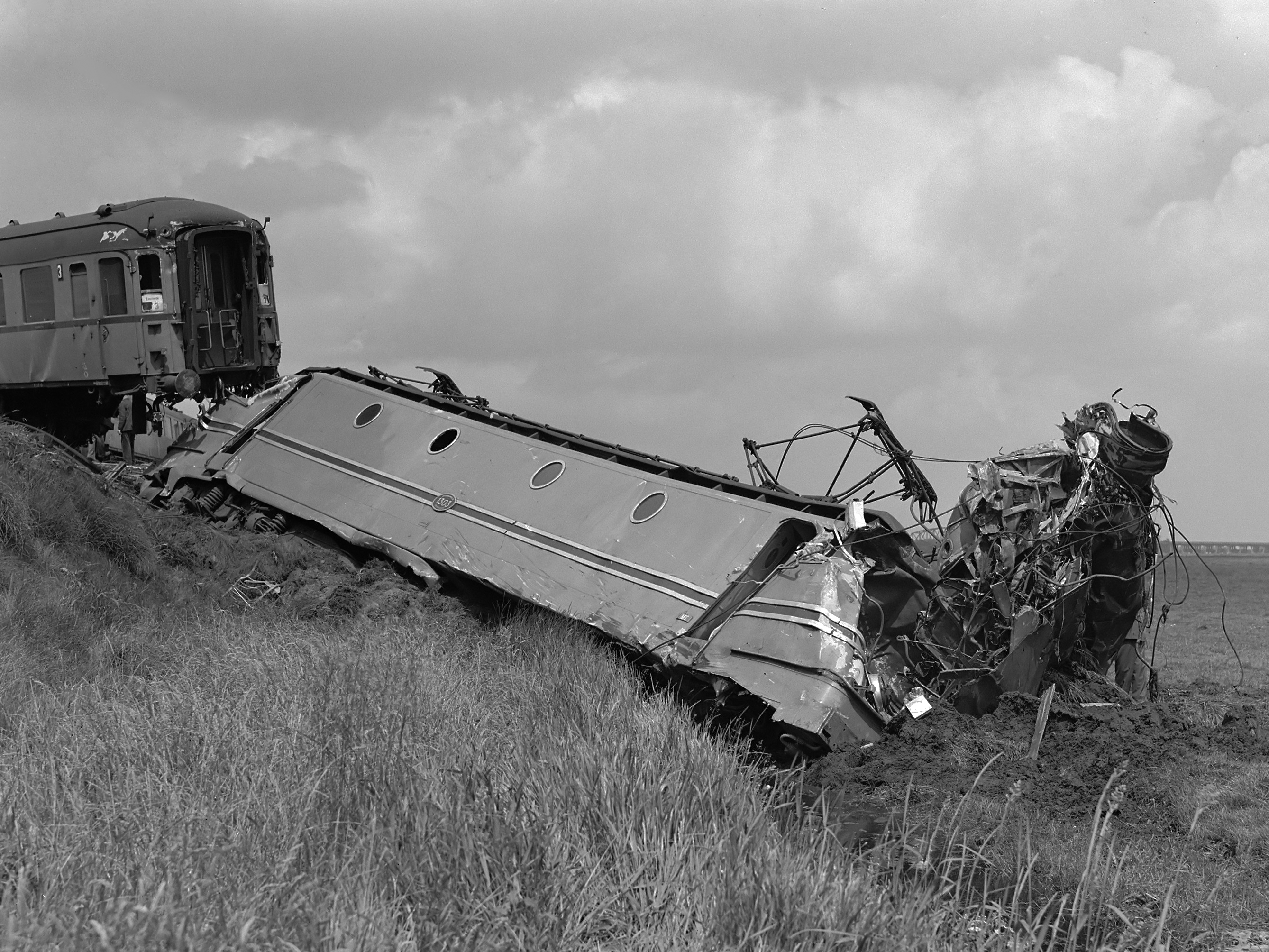
Spoorwegongeval bij Weesp (1953)

Bij dit ongeluk kwamen twee personen om het leven. Ten eerste de conducteur van stoptrein 825 die zich achter in de stoptrein bevond en ten tweede een reiziger van Expresstrein 21. Deze bevond zich op het balkon van rijtuig C 7801. Dit gebied is een kreukelzone. Omdat de forensenstroom zich 's ochtends vooral richting Amsterdam begeeft, waren beide treinen niet druk bezet. In trein 825 waren zelfs alleen de conducteur en de machinist aanwezig. De elektrische locomotief 1303 uit de 1300-serie, die pas een jaar in dienst was, kon niet meer hersteld worden.